# ラジオシアター〜文学の扉
『ラジオシアター〜文学の扉』（ラジオシアター ぶんがくのとびら）は、2011年10月9日から2021年9月26日までTBSラジオで放送されていたラジオドラマ番組。放送時間は毎週日曜 21:00 - 21:30。
スポンサードは聖教新聞による単独提供となっており、番組公式ウェブサイトでは『聖教新聞 presents ラジオシアター〜文学の扉』（せいきょうしんぶん プレゼンツ ラジオシアター ぶんがくのとびら）と表記されている。メインパーソナリティは女優の中嶋朋子。

## 概要
名作小説を選び、その中から重要なシーンや名シーンの部分を中嶋とゲストが演じるラジオドラマのコーナーと、その作品に関する感想などを中嶋とゲストが対談するコーナーの2部により構成。
2011年12月31日 18:00 - 19:00には60分スペシャルが放送された（後述も参照）。
2021年9月26日に放送終了。10年の歴史に幕を閉じ、TBSラジオにおける聖教新聞社による一社提供枠はこの番組の終了をもって廃枠となった。

## ネット局
| 放送対象地域 | 放送局名        | 放送時間               | 放送期間                      | ネット状況 | 備考   |
| ------------ | --------------- | ---------------------- | ----------------------------- | ---------- | ------ |
| 関東広域圏   | TBSラジオ       | 毎週日曜 21:00 - 21:30 | 2011年10月9日 - 2021年9月26日 | －         | 制作局 |
| 中京広域圏   | CBCラジオ       | 毎週土曜 20:30 - 21:00 | 2012年4月7日 - 2021年9月25日  | 先行ネット | [ 4 ]  |
| 福岡県       | RKB毎日放送     | 毎週土曜 20:30 - 21:00 | 2012年4月7日 - 2021年9月25日  | 先行ネット | [ 5 ]  |
| 宮城県       | 東北放送（TBC） | 毎週日曜 21:00 - 21:30 | 2012年4月8日 - 2021年9月26日  | 同時ネット | [ 7 ]  |
| 北海道       | HBCラジオ       | 毎週日曜 21:30 - 22:00 | 2012年4月8日 - 2021年9月26日  | 遅れネット | [ 8 ]  |
| 関西広域圏   | ABCラジオ       | 毎週日曜 23:30 - 24:00 | 2012年4月8日 - 2021年9月26日  | 遅れネット | [ 9 ]  |
| 広島県       | 中国放送（RCC） | 毎週日曜 23:30 - 24:00 | 2012年4月8日 - 2021年9月26日  | 遅れネット | [ 10 ] |

## スタッフ
- 脚本：北阪昌人、久野麗、横山一真

## 取り上げた作品とゲスト出演者
| 放送日                       | 作品名                                                                                | 原作者                               | ゲスト出演者                                     | 備考 |
| ---------------------------- | ------------------------------------------------------------------------------------- | ------------------------------------ | ------------------------------------------------ | --- |
| 2011年10月9日・16日          | 銀河鉄道の夜                                                                          | 宮沢賢治                             | 西尾まり（女優）                                 | |
| 2011年10月23日・30日         | 走れメロス                                                                            | 太宰治                               | 立川談春（落語家）                               | |
| 2011年11月27日・12月4日      | 杜子春                                                                                | 芥川龍之介                           | 石井正則（お笑い芸人、俳優）                     | 11月20日が放送休止となったため、1週遅れて放送。                                                                             |
| 2011年12月11日、18日         | 鮨                                                                                    | 岡本かの子                           | 金田明夫（俳優）                                 | 当初11月6日と同月13日に放送予定のだったもの。                                                                               |
| 2011年12月25日               | 賢者の贈り物                                                                          | オー・ヘンリー                       | 宅間孝行（脚本家、俳優）                         | |
| 2011年12月31日               | 星の王子さま                                                                          | サン・テグジュペリ                   | 渡辺徹（俳優）                                   | 通常枠とは別に「大晦日60分SP」と銘打ったもので、18:00-19:00に放送。                                                         |
| 2012年1月1日・8日            | 源氏物語                                                                              | 紫式部                               | 林望（作家、日本文学者）                         | ゲストが俳優ではないため、放送の前半は「謹訳 源氏物語」より、 1月1日は「初音」、8日は「若菜上」の一部をそれぞれ中嶋が朗読。 |
| 2012年1月15日                | ミス・マーサーのパン （別名：善女のパン)                                              | オー・ヘンリー                       | 宅間孝行（俳優）                                 | |
| 2012年1月22日                | 手袋を買いに                                                                          | 新美南吉                             | 奥菜恵（女優）                                   | |
| 2012年1月29日                | 飴玉 がちょうの誕生日                                                                 | 新美南吉                             | 奥菜恵（女優）                                   | この回は短編の童話を二つ取り上げた。                                                                                        |
| 2012年2月5日・12日           | 変身                                                                                  | フランツ・カフカ                     | 江守徹（俳優）                                   | |
| 2012年2月19日                | ひと房の葡萄                                                                          | 有島武郎                             | 山崎美貴（女優）                                 | |
| 2012年2月26日                | 碁石を呑んだ八ちゃん                                                                  | 有島武郎                             | 山崎美貴（女優）                                 | |
| 2012年3月4日・11日           | 鼻                                                                                    | ニコライ・ゴーゴリ                   | 橋爪功（俳優）                                   | |
| 2012年3月18日・25日          | 坊ちゃん                                                                              | 夏目漱石                             | 馬場徹（俳優）                                   | |
| 2012年4月1日                 | 赤ずきんちゃん (グリム童話より)                                                       | グリム兄弟                           | 石田ひかり（女優）                               | |
| 2012年4月8日・15日           | 天守物語                                                                              | 泉鏡花                               | 羽場裕一（俳優）                                 | |
| 2012年4月22日・29日          | オズの魔法使い                                                                        | ライマン・フランク・ボーム           | 松尾諭（俳優）                                   | |
| 2012年5月6日                 | どんぐりと山猫                                                                        | 宮沢賢治                             | 渡辺えり（女優）                                 | |
| 2012年5月13日                | 注文の多い料理店                                                                      | 宮沢賢治                             | 渡辺えり（女優）                                 | |
| 2012年5月20日・27日          | 高瀬船                                                                                | 森鷗外                               | 今井朋彦（俳優）                                 | |
| 2012年6月3日・10日           | ジキル博士＆ハイド氏                                                                  | ロバート・ルイス・スティーヴンソン   | 青山伊津美（俳優）                               | |
| 2012年6月17日                | 智恵子抄                                                                              | 高村光太郎                           | なし                                             | この回はゲスト出演者は無く、前半は作品の一部分を中嶋が朗読した。                                                            |
| 2012年6月24日・7月1日        | 首飾り（La parure）                                                                   | ギ・ド・モーパッサン                 | 宅間孝行（俳優）                                 | 同年6月9日の公開録音（代官山ヒルサイドプラザにて開催）で収録されたもの。                                                    |
| 2012年7月8日・15日           | 赤毛のアン                                                                            | L・M・モンゴメリ                     | 早見優（歌手）                                   | |
| 2012年7月22日・29日          | ロミオとジュリエット                                                                  | ウィリアム・シェイクスピア           | 真琴つばさ（女優）                               | |
| 2012年8月5日・12日           | 名人伝                                                                                | 中島敦                               | 野間口徹（俳優）                                 | |
| 2012年8月19日                | それから                                                                              | 夏目漱石                             | 三上延（作家）                                   | ゲストが俳優ではなかったため、ラジオドラマに代わって取り上げた作品の一部を中嶋が朗読した。                                  |
| 2012年8月26日                | 永訣の朝                                                                              | 宮沢賢治                             | 三上延（作家）                                   | 前週と同様に、取り上げた作品を中嶋が朗読した。                                                                              |
| 2012年9月2日                 | 毛皮                                                                                  | サキ                                 | 神野三鈴（女優）                                 | |
| 2012年9月9日                 | 開けてある窓（原題：The Open Window）                                                 | サキ                                 | 神野三鈴（女優）                                 | |
| 2012年9月16日・23日          | 透明人間                                                                              | ハーバート・ジョージ・ウェルズ       | 宮野真守（声優、俳優、歌手）                     | |
| 2012年9月30日                | 宝石                                                                                  | ギ・ド・モーパッサン                 | 宅間孝行（俳優）                                 | 同年6月9日の公開録音（代官山ヒルサイドプラザにて開催）で収録されたもの。                                                    |
| 2012年10月7日・14日          | ある恋の話                                                                            | 菊池寛                               | 仁科亜季子（女優）                               | |
| 2012年10月26日・11月4日      | 美女と野獣                                                                            | J・L・ド・ボーモン                   | 河相我聞（俳優）                                 | |
| 2012年11月7日                | 茶碗の湯                                                                              | 寺田寅彦                             | なし                                             | |
| 2012年11月11日・18日         | カンタヴィルの幽霊                                                                    | オスカー・ワイルド                   | 立川三貴（俳優）                                 | |
| 2012年11月25日・12月2日      | 盗まれた白い象                                                                        | マーク・トウェイン                   | 横田栄司（俳優）                                 | |
| 2012年12月9日                | 駆け落ち                                                                              | 森鷗外                               | 石井正則（お笑い芸人、俳優）                     | 同年11月11日の公開録音（代官山ヒルサイドプラザにて開催）で収録されたもの。                                                  |
| 2012年12月21日               | 辻馬車                                                                                | 森鷗外                               | 石井正則（お笑い芸人、俳優）                     | 同年11月11日の公開録音（代官山ヒルサイドプラザにて開催）で収録されたもの。                                                  |
| 2012年12月23日・29日         | 大つごもり                                                                            | 樋口一葉                             | 浅野雅博（俳優）                                 | |
| 2013年1月20日・27日          | 少女地獄                                                                              | 夢野久作                             | 京本政樹（俳優）                                 | |
| 2013年2月3日                 | コーラスガール                                                                        | アントン・チェーホフ                 | 平淑恵（女優）                                   | |
| 2013年2月10日                | 女の復讐・他                                                                          | アントン・チェーホフ                 | 平淑恵（女優）                                   | |
| 2013年2月17日                | ふるさと                                                                              | 島崎藤村                             | なし                                             | |
| 2013年2月24日・3月3日        | 金色夜叉                                                                              | 尾崎紅葉                             | 細川茂樹（俳優）                                 | |
| 2013年3月17日・20日          | 信号手                                                                                | チャールズ・ディケンズ               | 木下浩之（俳優）                                 | |
| 2013年3月24日・31日          | サンドリヨン                                                                          | シャルル・ペロー                     | 水崎綾女（女優）                                 | |
| 2013年4月7日                 | 桃太郎                                                                                | 芥川龍之介                           | 鶴見辰吾（俳優）                                 | |
| 2013年4月14日                | 猿蟹合戦                                                                              | 芥川龍之介                           | 鶴見辰吾（俳優）                                 | |
| 2013年4月21日・28日          | クオレ                                                                                | エドモンド・デ・アミーチス           | 中尾明慶（俳優）                                 | |
| 2013年5月5日・12日           | 利根の渡し                                                                            | 岡本綺堂                             | 勝部演之（俳優）                                 | |
| 2013年5月19日・26日          | トム・ソーヤの冒険                                                                    | マーク・トウェイン                   | 朴璐美（女優・声優）                             | |
| 2013年6月2日・9日            | シジスモンの遺産                                                                      | オクターヴ・ユザンヌ                 | 瀬戸口郁（俳優）                                 | |
| 2013年6月16日・23日          | ナイチンゲールとバラの花                                                              | オスカー・ワイルド                   | 平野綾（声優）                                   | |
| 2013年6月30日・7月7日        | 藤十郎の恋                                                                            | 菊池寛                               | 石橋徹郎（俳優）                                 | |
| 2013年7月14日                | 紅茶を一杯                                                                            | キャサリン・マンスフィールド         | 野々すみ花（女優）                               | |
| 2013年7月28日                | ごんぎつね うた時計                                                                   | 新美南吉                             | 鶴見辰吾（俳優）                                 | 同年6月30日の公開録音（代官山蔦屋書店にて開催）で収録されたもの。                                                           |
| 2013年8月4日                 | ロザベルの疲れ                                                                        | キャサリン・マンスフィールド         | 野々すみ花（女優）                               | |
| 2013年8月11日・18日          | 怪談牡丹灯籠                                                                          | 三遊亭圓朝                           | 吉見一豊（俳優）                                 | |
| 2013年8月25日・9月1日        | 屁                                                                                    | 新美南吉                             | 林家正蔵（落語家）                               | |
| 2013年9月8日・15日           | お茶の葉                                                                              | H・S・ホワイトヘッド                 | 山崎裕太（俳優）                                 | |
| 2013年9月28日・29日          | ロボットとベッドの重量                                                                | 直木三十五                           | 鍛冶直人（俳優）                                 | |
| 2013年10月6日                | 風立ちぬ                                                                              | 堀辰雄                               | 間室道子（代官山蔦屋書店ブック・コンシエルジュ） | ゲストが俳優ではなかったため、ラジオドラマに代わって取り上げた作品の一部を中嶋が朗読した。                                  |
| 2013年10月13日               | シャーロックホームズの冒険（ボヘミアのスキャンダル）                                  | アーサー・コナン・ドイル             | 間室道子（代官山蔦屋書店ブック・コンシエルジュ） | 前週と同様に、取り上げた作品を中嶋が朗読した。                                                                              |
| 2013年10月20日・11月6日      | 一寸法師 （『御伽草子』より）                                                         | 不明                                 | 濱田マリ（女優）                                 | |
| 2013年11月7日                | めでたい結末                                                                          | アントン・チェーホフ                 | 石田登星（俳優）                                 | |
| 2013年11月10日               | 復讐の鬼                                                                              | アントン・チェーホフ                 | 石田登星（俳優）                                 | |
| 2013年11月17日               | エスコリエ夫人の異常な冒険                                                            | ピエール・ルイス                     | 名越志保（女優）                                 | |
| 2013年11月24日               | まざあ・ぐうす                                                                        | 北原白秋                             | なし                                             | |
| 2013年12月1日・8日           | アンナ・カレーニナ                                                                    | レフ・トルストイ                     | 細貝光司（俳優）                                 | |
| 2013年12月15日               | マッチ売りの少女                                                                      | ハンス・クリスチャン・アンデルセン   | 美山加恋（女優）                                 | |
| 2013年12月22日               | 空飛ぶトランク                                                                        | ハンス・クリスチャン・アンデルセン   | 美山加恋（女優）                                 | |
| 2013年12月29日・2014年1月5日 | イソップ寓話                                                                          | アイソーポス                         | 鷲尾真知子（女優）                               | |
| 2014年1月12日・19日          | 不思議の国のアリス                                                                    | ルイス・キャロル                     | 濱田マリ（女優）                                 | 同年12月8日の公開録音（代官山蔦屋書店にて開催）で収録されたもの。                                                           |
| 2014年1月26日・2月2日        | 死人に口なし                                                                          | アルトゥル・シュニッツラー           | 山口馬木也（俳優）                               | |
| 2014年2月9日                 | 絵本の春                                                                              | 泉鏡花                               | 田上真里奈（女優）                               | |
| 2014年2月16日                | わかれ道                                                                              | 樋口一葉                             | 宮原理子（女優）                                 | |
| 2014年2月23日・3月2日        | スペードの女王                                                                        | アレクサンドル・プーシキン           | 柿原徹也（声優）                                 | |
| 2014年3月9日                 | フィオリモンド姫の首飾り                                                              | メアリ・ド・モーガン（英語版）       | 菊池麻衣子（女優）                               | |
| 2014年3月16日                | おもちゃのお姫様                                                                      | メアリ・ド・モーガン（英語版）       | 菊池麻衣子（女優）                               | |
| 2014年3月23日                | モンテカルロの下着                                                                    | 久生十蘭                             | 田中明生（俳優）                                 | |
| 2014年3月30日                | 贖罪                                                                                  | 久生十蘭                             | 田中明生（俳優）                                 | |
| 2014年4月6日・13日           | 西遊記                                                                                | 不明                                 | 須賀健太（俳優）                                 | |
| 2014年4月20日                | よだかの星                                                                            | 宮沢賢治                             | 久野麗・志岐奈津子・横山一真（脚本家）           | 中嶋による朗読の他、「ラジオドラマ脚色大賞」の告知として番組の放送作家3名とのトークを行った。                               |
| 2014年4月27日                | 瞼の母                                                                                | 長谷川伸                             | 松村雄基（俳優）                                 | |
| 2014年5月4日                 | 一本刀土俵入                                                                          | 長谷川伸                             | 松村雄基（俳優）                                 | |
| 2014年5月11日・18日          | 竹取物語                                                                              | 不明                                 | 清塚信也（ピアニスト）                           | |
| 2014年5月25日                | 金魚のおつかい                                                                        | 与謝野晶子                           | 宮﨑香蓮（女優）                                 | |
| 2014年6月1日                 | 月夜                                                                                  | 与謝野晶子                           | 宮﨑香蓮（女優）                                 | |
| 2014年6月8日                 | 人間失格                                                                              | 太宰治                               | 又吉直樹（芸人）                                 | |
| 2014年6月15日                | 恥                                                                                    | 太宰治                               | 又吉直樹（芸人）                                 | |
| 2014年6月22日・29日          | デカメロン                                                                            | ボッカッチョ                         | 木の実ナナ（女優）                               | |
| 2014年7月6日                 | 太郎坊                                                                                | 幸田露伴                             | 清水明彦（俳優・声優）                           | |
| 2014年7月13日                | 努力論                                                                                | 幸田露伴                             | 清水明彦（俳優・声優）                           | |
| 2014年7月20日・27日          | ラプンツェル                                                                          | グリム兄弟                           | 野々すみ花（女優）                               | 同年6月14日の公開録音（代官山蔦屋書店にて開催）で収録されたもの。                                                           |
| 2014年8月3日・10日           | ジェーン・エア                                                                        | シャーロット・ブロンテ               | はいだしょうこ（女優・歌手）                     | |
| 2014年8月17日                | 死神の名付け親                                                                        | グリム兄弟                           | 林家正蔵（落語家）                               | レギュラー放送分では初となる2度目の出演                                                                                     |
| 2014年8月24日                | 死神                                                                                  | 三遊亭圓朝                           | 林家正蔵（落語家）                               | |
| 2014年8月31日・9月7日        | カルメン                                                                              | プロスペル・メリメ                   | 島田歌穂（女優・歌手）                           | |
| 2014年9月14日                | 宇治拾遺物語（雀の報恩の事）                                                          | 不明                                 | 石川由依（女優・声優）                           | |
| 2014年9月21日                | 宇治拾遺物語（石橋の下の蛇の事／五色の鹿の事）                                        | 不明                                 | 石川由依（女優・声優）                           | |
| 2014年9月28日                | よだかの星                                                                            | 宮沢賢治                             | 高橋克明（俳優）                                 | 雑誌『月刊ドラマ』“脚色大賞発表スペシャル”                                                                                  |
| 2014年10月5日                | 失敗園                                                                                | 太宰治                               | 高橋克明（俳優）                                 | |
| 2014年10月12日               | 乗り継ぎのための三時間                                                                | スコット・フィッツジェラルド         | 満島真之介（俳優）                               | |
| 2014年10月19日               | 自動車を待つ間                                                                        | オー・ヘンリー                       | 満島真之介（俳優）                               | |
| 2014年10月26日・11月2日      | フェードル                                                                            | ジャン・ラシーヌ                     | 瀬奈じゅん（女優）                               | |
| 2014年11月9日・16日          | 小指                                                                                  | 堤千代                               | 釆澤靖起（俳優）                                 | |
| 2014年11月23日・30日         | 魚の序文                                                                              | 林芙美子                             | 柄本佑（俳優）                                   | |
| 2014年12月7日・14日          | 秘密の花園                                                                            | フランシス・ホジソン・バーネット     | 遠藤久美子（女優）                               | |
| 2014年12月21日               | 子別れ                                                                                | 春風亭柳枝                           | 六平直政（俳優）                                 | |
| 2014年12月28日               | 星野屋                                                                                | 不明                                 | 六平直政（俳優）                                 | |
| 2015年1月4日                 | マックウィリアムズ夫人と稲妻                                                          | マーク・トウェイン                   | 横田栄司（俳優）                                 | |
| 2015年1月11日                | マックウィリアムズ夫妻と盗難警報器                                                    | マーク・トウェイン                   | 横田栄司（俳優）                                 | |
| 2015年1月18日                | 桜桃                                                                                  | 太宰治                               | 又吉直樹（芸人）                                 | 2014年12月27日の公開録音（代官山ヒルサイドプラザにて開催）で収録されたもの。                                                |
| 2015年1月25日                | ヴィヨンの妻                                                                          | 太宰治                               | 又吉直樹（芸人）                                 | 2014年12月27日の公開録音（代官山ヒルサイドプラザにて開催）で収録されたもの。                                                |
| 2015年2月1日                 | 宇宙女囚第一号                                                                        | 海野十三                             | 神野崇（俳優）                                   | |
| 2015年2月8日                 | 千年後の世界                                                                          | 海野十三                             | 神野崇（俳優）                                   | |
| 2015年2月15日                | 蔦の門                                                                                | 岡本かの子                           | 山村紅葉（女優）                                 | |
| 2015年2月22日                | 気の毒な奥様 現代若き女性気質集                                                       | 岡本かの子                           | 山村紅葉（女優）                                 | |
| 2015年3月1日・8日            | 幸福な王子                                                                            | オスカー・ワイルド                   | 佐野岳（俳優）                                   | |
| 2015年3月15日                | ブレーメンの音楽隊                                                                    | グリム兄弟                           | 原口あきまさ（ものまねタレント）                 | |
| 2015年3月22日                | 白雪姫                                                                                | グリム兄弟                           | 原口あきまさ（ものまねタレント）                 | |
| 2015年3月29日                | あいびき                                                                              | イワン・ツルゲーネフ                 | 岩崎正寛（俳優）                                 | |
| 2015年4月5日                 | 茶粥の記                                                                              | 矢田津世子                           | なし                                             | |
| 2015年4月12日                | 海酒                                                                                  | 田丸雅智                             | 田丸雅智（作家）                                 | |
| 2015年4月19日                | 感想器 時間通り                                                                       | 江坂遊                               | 田丸雅智（作家）                                 | |
| 2015年4月26日・5月3日        | ハムレット                                                                            | ウィリアム・シェイクスピア           | 朝海ひかる（女優）                               | |
| 2015年5月10日・17日          | アデュー                                                                              | オノレ・ド・バルザック               | 横山敬（俳優）                                   | |
| 2015年5月24日・31日          | 風立ちぬ                                                                              | 堀辰雄                               | 音月桂（女優）                                   | |
| 2015年6月7日・14日           | ラ・マンチャの男                                                                      | ミゲル・デ・セルバンテス             | 森川智之（声優）                                 | |
| 2015年6月21日・28日          | シラノ・ド・ベルジュラック                                                            | ロスタン                             | 山口馬木也（俳優）                               | |
| 2015年7月5日・12日           | 仮装人物                                                                              | 徳田秋声                             | 中江有里（作家、女優）                           | |
| 2015年7月19日・26日          | ベンジャミン・バトン                                                                  | スコット・フィッツジェラルド         | 石井正則（お笑い芸人）                           | |
| 2015年8月2日・9日            | フランケンシュタイン                                                                  | メアリ・シェリー                     | 中嶋しゅう（俳優）                               | |
| 2015年8月16日                | 月とあざらし                                                                          | 小川未明                             | 石野真子（女優）                                 | |
| 2015年8月23日                | 月夜と眼鏡                                                                            | 小川未明                             | 石野真子（女優）                                 | |
| 2015年8月30日・9月6日        | 宝島                                                                                  | スティーブンソン                     | 山口智充（タレント）                             | 7月20日に、シアター代官山で行われた公開録音で収録されたもの。                                                               |
| 2015年9月13日・20日          | ファウスト                                                                            | ゲーテ                               | 橋本さとし（俳優、声優）                         | |
| 2015年9月27日                | 蜜柑                                                                                  | 芥川龍之介                           | なし                                             | |
| 2015年10月4日・11日          | 野菊の墓                                                                              | 伊藤左千夫                           | 浦井健治（俳優）                                 | |
| 2015年10月18日・30日         | あしながおじさん                                                                      | ウェブスター                         | 清塚信也（ピアニスト）                           | 30日放送分は19時からの放送。                                                                                                |
| 2015年11月1日・11日          | 犬を連れた奥さん                                                                      | チェーホフ                           | 湖月わたる（女優）                               | 11日放送分は18時からの放送。                                                                                                |
| 2015年11月15日・22日         | ピノキオの冒険                                                                        | カルロ・コッローディ                 | いっこく堂（腹話術師）                           | |
| 2015年11月29日・12月6日      | 我輩は猫である                                                                        | 夏目漱石                             | 吉原光夫（俳優）                                 | |
| 2015年12月13日               | 龍の子太郎                                                                            | 松谷みよ子                           | 瀬川たくみ（作家）                               | 中嶋の朗読。松谷宅に併設された「本と人形の家」での収録。瀬川はトークコーナーのみの出演。                                    |
| 2015年12月20日               | ちょうちょホテル りすのわすれもの                                                     | 松谷みよ子                           | 瀬川たくみ（作家）                               | 中嶋の朗読。松谷宅に併設された「本と人形の家」での収録。瀬川はトークコーナーのみの出演。                                    |
| 2015年12月28日・2016年1月3日 | 羅生門                                                                                | 芥川龍之介                           | 世良公則（歌手、俳優）                           | |
| 2016年1月10日・17日          | 検察官                                                                                | ゴーゴリ                             | 浜田信也（俳優）                                 | |
| 2016年1月24日・31日          | みずうみ                                                                              | シュトルム                           | 西尾まり（女優）                                 | |
| 2016年2月7日・14日           | ハックルベリー・フィンの冒険                                                          | マーク・トウェイン                   | 井之脇海（俳優）                                 | |
| 2016年2月21日・28日          | 人形の家                                                                              | イプセン                             | 音月桂（女優）、清塚信也（ピアノ演奏）           | 1月に行われた公開録音で収録されたもの。                                                                                     |
| 2016年3月6日・13日           | オリンポスの果実                                                                      | 田中英光                             | 角野卓造（俳優）                                 | |
| 2016年3月20日・27日          | 山椒大夫                                                                              | 森鴎外                               | 白石加代子（女優）                               | |
| 2016年4月3日                 | 桜の森の満開の下                                                                      | 坂口安吾                             | なし                                             | |
| 2016年4月10日                | 桜の木の下には 筧の話                                                                 | 梶井基次郎                           | なし                                             | |
| 2016年4月17日・24日          | 戦争と平和                                                                            | トルストイ                           | 渡辺徹（俳優）                                   | |
| 2016年5月1日・8日            | 天衣無縫                                                                              | 織田作之助                           | 筧利夫（俳優）                                   | |
| 2016年5月15日                | アリバイ・アイク                                                                      | リング・ラードナー                   | 加藤和樹（俳優、歌手）                           | |
| 2016年5月22日                | 微笑みがいっぱい                                                                      | リング・ラードナー                   | 加藤和樹（俳優、歌手）                           | |
| 2016年5月29日・6月5日        | 鰐                                                                                    | ドストエフスキー                     | 三上哲（声優）                                   | |
| 2016年6月12日・19日          | 影をなくした男                                                                        | アーデルベルト・フォン・シャミッソー | 町田啓太（劇団EXILE）                            | |
| 2016年6月26日                | よみがえった改心                                                                      | オー・ヘンリー                       | 秋本奈緒美（女優）                               | |
| 2016年7月3日                 | 緑の扉                                                                                | オー・ヘンリー                       | 秋本奈緒美（女優）                               | |
| 2016年7月17日                | 清貧譚                                                                                | 太宰治                               | 渡辺裕太（俳優、タレント）                       | |
| 2016年7月21日                | 竹青                                                                                  | 太宰治                               | 渡辺裕太（俳優、タレント）                       | |
| 2016年7月24日・31日          | 三四郎                                                                                | 夏目漱石                             | 浦井健治（俳優）                                 | |
| 2016年8月7日・14日           | 毒の園                                                                                | ソログープ                           | 安井順平（俳優）                                 | |
| 2016年8月21日・28日          | 黒蜥蜴                                                                                | 江戸川乱歩                           | 羽田美智子（女優）                               | |
| 2016年9月4日・11日           | さすらいのアラスモン                                                                  | メアリ・ド・モーガン                 | 加藤和樹（俳優、歌手）                           | 8月7日に行われた公開録音で収録されたもの。                                                                                  |
| 2016年9月18日・25日          | 人魚姫                                                                                | アンデルセン                         | 千葉雄大（俳優）                                 | |
| 2016年10月2日                | 巨人のオルガン                                                                        | ジョルジュ・サンド                   | 清塚信也（ピアニスト）                           | |
| 2016年10月9日                | 花のささやき                                                                          | ジョルジュ・サンド                   | 清塚信也（ピアニスト）                           | |
| 2016年10月16日・23日         | 春琴抄                                                                                | 谷崎潤一郎                           | 星奈優里（女優）                                 | |
| 2016年11月1日                | カブールのひと                                                                        | ラビンドラナート・タゴール           | 山路和弘（俳優、声優）                           | 火曜夜6時30分から放送。 |
| 2016年11月6日                | もっとほんとうのこと                                                                  | ラビンドラナート・タゴール           | 山路和弘（俳優、声優）                           | |
| 2016年11月13日・20日         | ガリバー旅行記                                                                        | ジョナサン・スウィフト               | 植田真介（俳優）                                 | |
| 2016年11月27日・12月4日      | メディア                                                                              | エウリピデス                         | 真琴つばさ（女優）                               | |
| 2016年12月11日               | 最後の一葉                                                                            | オー・ヘンリー                       | 石井正則（タレント、ナレーター）                 | |
| 2016年12月18日               | 桃源郷の短期滞在客                                                                    | オー・ヘンリー                       | 石井正則（タレント、ナレーター）                 | |
| 2016年12月25日・2017年1月1日 | 銭形平次捕物控～オランダカルタ                                                        | 野村胡堂                             | 佐戸井けん太（俳優）                             | |
| 2017年1月8日・15日           | お勢登場                                                                              | 江戸川乱歩                           | つぶやきシロー（タレント、作家）                 | |
| 2017年1月22日・29日          | 初恋                                                                                  | ツルゲーネフ                         | 福山翔大（俳優）                                 | |
| 2017年2月5日・12日           | かるいお姫さま                                                                        | ジョージ･マクドナルド                | 浦井健治（俳優）                                 | 1月10日に行われた公開録音で収録されたもの。進行役は佐藤渚アナウンサー。                                                     |
| 2017年2月19日                | きょうはそらにまるいつき                                                              | 荒井良二                             | 荒井良二（絵本作家）                             | |
| 2017年2月26日                | シグナルとシグナレス                                                                  | 宮沢賢治                             | 荒井良二（絵本作家）                             | 中嶋の朗読で、荒井はトークコーナーのみの出演。                                                                              |
| 2017年3月5日                 | 赤ずきん                                                                              | シャルル・ペロー                     | 松本明子（タレント、女優）                       | |
| 2017年3月12日                | 赤ずきん                                                                              | グリム兄弟                           | 松本明子（タレント、女優）                       | |
| 2017年3月19日・26日          | マノン・レスコー                                                                      | アベ・プレヴォ                       | 樹里咲穂（俳優）                                 | |
| 2017年4月2日                 | 葱                                                                                    | 芥川龍之介                           | 小林勝也（俳優）                                 | |
| 2017年4月9日                 | 魔術                                                                                  | 芥川龍之介                           | 小林勝也（俳優）                                 | |
| 2017年4月16日・23日          | 秘密                                                                                  | 谷崎潤一郎                           | 板垣雄亮（俳優）                                 | |
| 2017年4月30日・5月7日        | 華麗なるギャッツビー                                                                  | スコット・フィッツジェラルド         | 加藤清史郎（俳優）                               | |
| 2017年5月14日・21日          | 人間ぎらい                                                                            | モリエール                           | 久保田悠来（俳優）                               | |
| 2017年5月28日・6月4日        | 蜜のあわれ                                                                            | 室生犀星                             | 橋本じゅん（俳優）                               | |
| 2017年6月11日・18日          | お伽草紙〜舌切雀                                                                      | 太宰治                               | 立川談春（噺家）                                 | |
| 2017年6月25日・7月2日        | 真珠夫人                                                                              | 菊池寛                               | 吉谷彩子（女優）                                 | |
| 2017年7月9日                 | 狐のおばさんと狼のおじさん                                                            | イタリア民話                         | 野村万蔵（狂言師）                               | |
| 2017年7月16日                | 風を食べていた花嫁                                                                    | イタリア民話                         | 野村万蔵（狂言師）                               | |
| 2017年7月23日・30日          | ピーター・パンとウェンディ                                                            | ジェームス・M・バリー                | つみきみほ（女優）                               | |
| 2017年8月6日・13日           | マーガレット・ロイド                                                                  | モンゴメリ                           | 野々すみ花（女優）                               | |
| 2017年8月20日・27日          | こころ                                                                                | 夏目漱石                             | 西岡徳馬（俳優）                                 | |
| 2017年9月3日・10日           |                                                                                       | アルチュール・ランボー               | NAOTO（ヴァイオリニスト）                        | 詩や書き残されたものを中心とした朗読を放送。                                                                                |
| 2017年9月17日                | 話し上手                                                                              | サキ                                 | かとうかず子（女優）                             | |
| 2017年9月24日                | 家庭                                                                                  | サキ                                 | かとうかず子（女優）                             | |
| 2017年10月1日・8日           | ものぐさドラゴン                                                                      | ケネス・グレアム                     | 上地春奈（女優）                                 | |
| 2017年10月15日・25日         | 不如帰                                                                                | 徳冨蘆花                             | 田代万里生（俳優、歌手）                         | |
| 2017年11月5日                | ゴブリン・マーケット                                                                  | クリスティーナ・ロセッティ           | 野本ほたる（女優）                               | 10月29日放送予定だったのがプロ野球日本シリーズ中継の延長による休止となったため。この日に放送。                              |
| 2017年11月8日(?)             | ほれぐすり                                                                            | スレンダール                         | 永瀬千裕（女優）                                 | 11月5日放送予定だったのが先述の内容に差し替えられたためこの日に。18:00からの放送。                                          |
| 2017年11月12日・19日         | 細君                                                                                  | 坪内逍遥                             | あめくみちこ（女優）                             | |
| 2017年11月26日・12月3日      | ぶな屋敷                                                                              | コナン・ドイル                       | 野間口徹（俳優）                                 | |
| 2017年12月10日・17日         | 行人                                                                                  | 夏目漱石                             | 横田栄司（俳優）                                 | |
| 2017年12月24日               | マヨルカの冬                                                                          | ジョルジュ・サンド                   | 真琴つばさ（女優） 山中惇史（ピアノ演奏）        | 公開録音（11月13日に開催）で収録されたもの。                                                                                |
| 2017年12月31日               | やまなし                                                                              | 宮沢賢治                             | 真琴つばさ（女優） 山中惇史（ピアノ演奏）        | 公開録音（11月13日に開催）で収録されたもの。                                                                                |
| 2018年1月7日・14日           | 白夜                                                                                  | フョードル・ドストエフスキー         | 泉澤祐希（俳優）                                 | |
| 2018年1月21日・28日          | 椿姫                                                                                  | デュマ・フィス                       | 早霧せいな（女優）                               | |
| 2018年2月4日                 | 銭形平次捕物控～金色の処女                                                            | 野村胡堂                             | 石井正則（タレント、ナレーター）                 | |
| 2018年2月11日                | 銭形平次捕物控～身投げする女                                                          | 野村胡堂                             | 石井正則（タレント、ナレーター）                 | |
| 2018年2月18日・25日          | その木戸を通って                                                                      | 山本周五郎                           | 山岸門人（俳優）                                 | |
| 2018年3月4日                 | 一夜の愛のために                                                                      | エミール・ゾラ                       | 音月桂（女優）                                   | |
| 2018年3月11日                | シャーブル氏の貝                                                                      | エミール・ゾラ                       | 音月桂（女優）                                   | |
| 2018年3月18日・25日          | ロボット                                                                              | カレル・チャペック                   | 武田梨奈（女優）                                 | |
| 2018年4月1日                 | 瓶詰地獄                                                                              | 夢野久作                             | 伊礼彼方（俳優）                                 | |
| 2018年4月8日                 | いなか、の、じけん                                                                    | 夢野久作                             | 伊礼彼方（俳優）                                 | |
| 2018年4月15日・22日          | ブロードウェイの天使                                                                  | デイモン・ラニアン                   | 岡森諦（俳優）                                   | |
| 2018年4月29日                | 犬と笛                                                                                | 芥川龍之介                           | 平野良（俳優）                                   | |
| 2018年5月6日                 | 半巾(ハンケチ)                                                                        | 芥川龍之介                           | 平野良（俳優）                                   | |
| 2018年5月13日・20日          | ベートーヴェンの生涯                                                                  | ロマン・ロラン                       | 加藤昌則（作曲家、ピアニスト）                   | |
| 2018年5月27日                | 水車小屋攻撃                                                                          | エミール・ゾラ                       | 石黒賢（俳優）                                   | |
| 2018年6月3日                 | アンジュリーヌ                                                                        | エミール・ゾラ                       | 石黒賢（俳優）                                   | |
| 2018年6月10日                | ジュール伯父さん                                                                      | モーパッサン                         | マギー (俳優)                                    | |
| 2018年6月17日                | 旅路                                                                                  | モーパッサン                         | マギー (俳優)                                    | |
| 2018年6月24日                | 接吻                                                                                  | 江戸川乱歩                           | 溝渕俊介（俳優）                                 | |
| 2018年7月1日                 | 木馬は廻る                                                                            | 江戸川乱歩                           | 溝渕俊介（俳優）                                 | |
| 2018年7月8日・15日           | メリサンド姫                                                                          | イーディス・ネズビット               | 石原夏織（声優、歌手）                           | |
| 2018年7月22日                | 兄と妹                                                                                | グリム兄弟                           | 佐川和正（俳優）                                 | |
| 2018年7月29日                | 白蛇                                                                                  | グリム兄弟                           | 佐川和正（俳優）                                 | |
| 2018年8月5日・12日           | 幸福                                                                                  | マンスフィールド                     | 笹本玲奈（女優）                                 | |
| 2018年8月19日                | カイロ団長                                                                            | 宮沢賢治                             | 土屋伸之（ナイツ）                               | |
| 2018年8月26日                | オツベルと象                                                                          | 宮沢賢治                             | 土屋伸之（ナイツ）                               | |
| 2018年9月2日・9月9日         | ヴァニナ・ヴァニニ                                                                    | スタンダール                         | 則松亜海（女優）                                 | |
| 2018年9月16日・10月23日      | チャタレー夫人の恋人                                                                  | ロレンス                             | 長塚圭史（俳優）                                 | |
| 2018年9月30日・10月7日       | 決闘                                                                                  | チェーホフ                           | 新納慎也（俳優）                                 | |
| 2018年10月14日               | 鮫人の恩返し                                                                          | 小泉八雲                             | 安藤玉恵（女優）                                 | |
| 2018年10月21日               | 青柳のはなし                                                                          | 小泉八雲                             | 安藤玉恵（女優）                                 | |
| 2018年10月28日・11月4日      | 風の妖精たち                                                                          | メアリ・ド・モーガン                 | 清塚信也（ピアニスト、作曲家）                   | |
| 2018年11月11日               | 王様の新しい洋服                                                                      | アンデルセン                         | 塙宣之（ナイツ）                                 | |
| 2018年11月18日               | コウノトリ                                                                            | アンデルセン                         | 塙宣之（ナイツ）                                 | |
| 2018年11月25日・12月2日      | 即興詩人                                                                              | アンデルセン                         | 田代万里生（俳優）・NAOTO（ヴァイオリニスト）    | 10月22日に行われた公開録音で収録されたもの。                                                                                |
| 2018年12月9日                | トバモリー                                                                            | サキ                                 | 紫吹淳（女優）                                   | |
| 2018年12月16日               | モウズル・バートンの平和                                                              | サキ                                 | 紫吹淳（女優）                                   | |
| 2018年12月23日               | 落語・寝るな怒るな走れメロス 「ラジオドラマ脚色大賞」最優秀作品                       | 太宰治(「走れメロス」より)           | 石井正則（俳優、ナレーター）                     | |
| 2018年12月31日               | 王ディオニスの孤独 我が佳きメロス 走れメロス・太宰治 「ラジオドラマ脚色大賞」優秀作品 | 太宰治(「走れメロス」より)           | 石井正則（俳優、ナレーター）                     | ダイジェストで放送。 TBSラジオでは午後3時からの放送。                                                                       |
| 2019年1月6日                 | 氷の宮殿                                                                              | スコット・フィッツジェラルド         | 鶴見辰吾（俳優）                                 | |
| 2019年1月13日                | 冬の夢                                                                                | スコット・フィッツジェラルド         | 鶴見辰吾（俳優）                                 | |
| 2019年1月20日・27日          | ボヴァリー夫人                                                                        | フローベール                         | 野島直人（俳優）                                 | |
| 2019年2月3日                 | 正坊とクロ                                                                            | 新美南吉                             | 綿引さやか（女優）                               | |
| 2019年2月10日                | 狐                                                                                    | 新美南吉                             | 綿引さやか（女優）                               | |
| 2019年2月17日                | 謎の旅行者                                                                            | モーリス・ルブラン                   | 笠原秀幸（俳優）                                 | |
| 2019年2月24日                | 王妃の首飾り                                                                          | モーリス・ルブラン                   | 笠原秀幸（俳優）                                 | |
| 2019年3月3日                 | あさましい恋人                                                                        | オー・ヘンリー                       | 辛島美登里（シンガーソングライター）             | |
| 2019年3月10日                | 整えられたともしび                                                                    | オー・ヘンリー                       | 辛島美登里（シンガーソングライター）             | |
| 2019年3月17日                | 亡き妻フィービー                                                                      | セオドア・ドライサー                 | 小野武彦（俳優）                                 | |
| 2019年3月24日                | リップ・ヴァン・ウィンクル                                                            | ワシントン・アーヴィング             | 小野武彦（俳優）                                 | |
| 2019年3月31日・4月7日        | ドリトル先生と月からの使い                                                            | ヒュー・ロフティング                 | 柏木広樹（作曲家、チェリスト）                   | |
| 2019年4月14日                | ウィリアム・ウィルソン                                                                | エドガー・アラン・ポー               | 福山翔大（俳優）                                 | |
| 2019年4月21日                | アッシャー家の崩壊                                                                    | エドガー・アラン・ポー               | 福山翔大（俳優）                                 | |
| 2019年4月28日                | 月夜と眼鏡                                                                            | 小川未明                             | 吉本実憂（女優）                                 | |
| 2019年5月5日                 | 負傷した線路と月                                                                      | 小川未明                             | 吉本実憂（女優）                                 | |
| 2019年5月12日                | 小判は寝袋の夢                                                                        | 井原西鶴                             | 曾我廼家寛太郎（松竹新喜劇）                     | |
| 2019年5月19日                | 二代目に破る扇の風                                                                    | 井原西鶴                             | 曾我廼家寛太郎（松竹新喜劇）                     | |
| 2019年5月26日                | 他人の妻とベッドの下の夫                                                              | ドストエフスキー                     | 渡辺徹（俳優）                                   | |
| 2019年6月2日                 | いまわしい話                                                                          | ドストエフスキー                     | 渡辺徹（俳優）                                   | |
| 2019年6月9日・16日           | 外科室                                                                                | 泉鏡花                               | 桑野晃輔（俳優）                                 | |
| 2019年6月23日                | 女生徒                                                                                | 太宰治                               | 栗田桃子（女優）                                 | |
| 2019年6月30日                | グッド・バイ                                                                          | 太宰治                               | 栗田桃子（女優）                                 | |
| 2019年7月7日・14日           | バビロンに帰る                                                                        | スコット・フィッツジェラルド         | 浦井健治（俳優）                                 | |
| 2019年7月21日                | エスキモー娘のロマンス                                                                | マーク・トウェイン                   | 白羽ゆり（女優）                                 | |
| 2019年7月28日                | 百万ポンドの紙幣                                                                      | マーク・トウェイン                   | 白羽ゆり（女優）                                 | |
| 2019年8月4日・11日           | イノック・アーデン                                                                    | テニスン                             | 押尾コータロー（ギタリスト）                     | |
| 2019年8月18日                | あばばばば                                                                            | 芥川龍之介                           | 若林時英（俳優）                                 | |
| 2019年8月25日                | 蜃気楼                                                                                | 芥川龍之介                           | 若林時英（俳優）                                 | |
| 2019年9月1日・8日            | 二十四の瞳                                                                            | 壺井栄                               | 宮﨑香蓮（女優）                                 | |
| 2019年9月15日・22日          | 高慢と偏見                                                                            | ジェイン・オースティン               | 峯村リエ（女優）                                 | |
| 2019年9月29日・10月6日       | 痴人の愛                                                                              | 谷崎潤一郎                           | 真矢ミキ（女優）                                 | |
| 2019年10月13日・20日         | 水の精                                                                                | フケー                               | 木﨑ゆりあ（女優）                               | |
| 2019年10月27日               | 幽霊花婿                                                                              | アーヴィング                         | 加藤和樹（俳優）                                 | |
| 2019年11月3日                | 奇跡のブレンド酒                                                                      | オー・ヘンリー                       | 加藤和樹（俳優）                                 | |
| 2019年11月10日               | セロ弾きのゴーシュ                                                                    | 宮沢賢治                             | 紫吹淳（女優）・柏木広樹（チェリスト）           | 公開録音（座・高円寺2にて開催）で収録されたもの。進行役は古谷有美アナウンサー。                                             |
| 2019年11月17日               | いちょうの実                                                                          | 宮沢賢治                             | 紫吹淳（女優）・柏木広樹（チェリスト）           | 公開録音（座・高円寺2にて開催）で収録されたもの。進行役は古谷有美アナウンサー。                                             |
| 2019年11月24日・12月1日      | 夕靄の中                                                                              | 山本周五郎                           | 水橋研二（俳優）                                 | |
| 2019年12月8日                | 椅子直しの女                                                                          | モーパッサン                         | 長野里美（女優）                                 | |
| 2019年12月15日               | 初雪                                                                                  | モーパッサン                         | 長野里美（女優）                                 | |
| 2019年12月22日               | 人間のような猫の本 「ラジオドラマ脚色大賞」最優秀作品                                 | 夏目漱石(「吾輩は猫である」より)     | 今井朋彦（俳優）                                 | |
| 2019年12月29日               | 硝子戸の中                                                                            | 夏目漱石(「吾輩は猫である」より)     | 今井朋彦（俳優）                                 | |
| 2020年1月5日・12日           | 幽霊                                                                                  | ヘンリック・イプセン                 | 月影瞳（女優）[11]                               | |
| 2020年1月19日・26日          | 約束不履行                                                                            | デイモン・ラニアン                   | 満島真之介（俳優）[12]                           | |
| 2020年2月2日・9日            | 変身                                                                                  | フランツ・カフカ                     | 近藤芳正（俳優）[13]                             | |
| 2020年2月16日・23日          | 恩讐の彼方に                                                                          | 菊池寛                               | 渡辺徹（俳優）[14]                               | |
| 2020年3月1日                 | 戦争と一人の女                                                                        | 坂口安吾                             | 鈴之助（俳優）[15]                               | |
| 2020年3月8日                 | 青鬼の褌を洗う女                                                                      | 坂口安吾                             | 鈴之助（俳優）[15]                               | |
| 2020年3月15日・22日          | 幸福な王子                                                                            | オスカー・ワイルド                   | 板野友美（女優）[16]                             | |
| 2020年3月29日・4月5日        | 猫と庄造と二人のをんな                                                                | 谷崎潤一郎                           | 今陽子（歌手）[17]                               | |
| 2020年4月12日・19日          | アントニーとクレオパトラ                                                              | ウィリアム・シェイクスピア           | 美弥るりか（女優）[18]                           | |
| 2020年4月26日                | 紫のドレス                                                                            | オー・ヘンリー                       | 新田恵海（声優、歌手）[19]                       | |
| 2020年5月3日                 | 三番目の材料                                                                          | オー・ヘンリー                       | 新田恵海（声優、歌手）[19]                       | |
| 2020年5月10日・17日          | 銀の匙                                                                                | 中勘助                               | なし                                             | |
| 2020年5月24日                | お時儀                                                                                | 芥川龍之介                           | なし                                             | |
| 2020年5月31日                | まなづるとダァリア                                                                    | 宮沢賢治                             | なし                                             | |
| 2020年6月7日・14日           | たけくらべ                                                                            | 樋口一葉                             | 西村成忠（俳優）                                 | |
| 2020年6月21日                | つめたいメロン どじょうと金魚 ねこ                                                    | 小川未明                             | なし                                             | |
| 2020年6月28日                | 狐のつかい 去年の木 木の祭り                                                          | 新美南吉                             | なし                                             | |
| 2020年7月5日・12日           | 中二階のある家                                                                        | チェーホフ                           | 小柳友（俳優）                                   | |
| 2020年7月19日                | 木の精のドリアーデ                                                                    | アンデルセン                         | 岡本知高（ソプラノ歌手）                         | |
| 2020年7月26日                | ある母親の物語                                                                        | アンデルセン                         | 岡本知高（ソプラノ歌手）                         | |
| 2020年8月2日・9日            | 義血侠血                                                                              | 泉鏡花                               | 石川さゆり（歌手）                               | |
| 2020年8月16日・23日          | 脳波操縦士                                                                            | 蘭郁二郎                             | 赤楚衛二（俳優）                                 | |
| 2020年8月30日・9月6日        | 魔法の店                                                                              | H・G・ウェルズ                       | 光浦靖子（タレント）                             | |
| 2020年9月13日・20日          | 黒蜥蜴                                                                                | 江戸川乱歩                           | 高汐巴（女優）                                   | |
| 2020年9月27日                | じゃまな男                                                                            | スコット・フィッツジェラルド         | 成河（俳優）                                     | リモート収録。 |
| 2020年10月4日                | パットホビーの試写会                                                                  | スコット・フィッツジェラルド         | 成河（俳優）                                     | リモート収録。 |
| 2020年10月11日               | バートルビー                                                                          | ハーマン・メルヴィル                 | 手塚とおる（俳優）                               | |
| 2020年10月18日               | ウェークフィールド                                                                    | ナサニエル・ホーソーン               | 手塚とおる（俳優）                               | |
| 2020年10月25日               | 待っている女                                                                          | 山川方夫                             | 中林大樹（俳優）                                 | |
| 2020年11月1日                | どんぐり                                                                              | 寺田寅彦                             | 中林大樹（俳優）                                 | |
| 2020年11月8日                | 公園の花と毒蛾                                                                        | 小川未明                             | 國立幸（声優）                                   | |
| 2020年11月15日               | 深山の秋                                                                              | 小川未明                             | 國立幸（声優）                                   | |
| 2020年11月22日・29日         | オズの魔法使い                                                                        | フランク・ボーム                     | 木下晴香（女優）                                 | |
| 2020年12月6日・13日          | 素晴らしい靴屋の女房                                                                  | フェデリコ・ガルシア・ロルカ         | 大場泰正（俳優）                                 | |
| 2020年12月20日               | はるあはれ                                                                            | 室生犀星                             | 西岡徳馬（俳優）                                 | |
| 2020年12月27日               | 火の魚                                                                                | 室生犀星                             | 西岡徳馬（俳優）                                 | |
| 2021年1月3日・10日           | それから                                                                              | 夏目漱石                             | 福士誠治（俳優）                                 | |
| 2021年1月17日                | ミセス・パクルタイドの撃ったトラ                                                      | サキ                                 | 日向薫（女優）                                   | 中嶋が冬休みのため、石井正則が代行パーソナリティー。                                                                        |
| 2021年1月24日                | シャルツ・メッテルクルーメ教授法                                                      | サキ                                 | 日向薫（女優）                                   | 中嶋が冬休みのため、石井正則が代行パーソナリティー。                                                                        |
| 2021年1月31日                | 春のア・ラ・カルト                                                                    | オー・ヘンリー                       | 大西礼芳（女優）                                 | 中嶋が冬休みのため、石井正則が代行パーソナリティー。                                                                        |
| 2021年2月7日                 | 振子                                                                                  | オー・ヘンリー                       | 大西礼芳（女優）                                 | 中嶋が冬休みのため、石井正則が代行パーソナリティー。                                                                        |
| 2021年2月14日                | 浦島さん                                                                              | 太宰治                               | 千秋 (タレント)                                  | 中嶋が冬休みのため、石井正則が代行パーソナリティー。                                                                        |
| 2021年2月21日                | かちかち山                                                                            | 太宰治                               | 千秋 (タレント)                                  | 中嶋が冬休みのため、石井正則が代行パーソナリティー。                                                                        |
| 2021年2月28日・3月7日        | ほら吹き男爵の冒険                                                                    | ビュルガー                           | 櫻井貴之（Baby Boo）                             | |
| 2021年3月14日                | 虎退治のふたり 「第3回ラジオドラマ脚色大賞」最優秀作品                                | 中島敦(「山月記」より)               | 石井正則（俳優）                                 | |
| 2021年3月21日                | 坂道を下る影 「第3回ラジオドラマ脚色大賞」優秀作品                                    | 中島敦(「山月記」より)               | 石井正則（俳優）                                 | |
| 2021年3月28日・4月4日        | みえっぱりのラモーナ                                                                  | メアリ・ド・モーガン                 | 真凛（女優）                                     | |
| 2021年4月11日                | 呼ばれし乙女                                                                          | 岡本かの子                           | 鶴見辰吾（俳優）                                 | |
| 2021年4月18日                | 小町の芍薬                                                                            | 岡本かの子                           | 鶴見辰吾（俳優）                                 | |
| 2021年4月25日                | 園遊会                                                                                | キャサリン･マンスフィールド          | 手塚真生（俳優）                                 | |
| 2021年5月2日                 | ささやかなエピソード                                                                  | キャサリン･マンスフィールド          | 手塚真生（俳優）                                 | |
| 2021年5月9日・16日           | お勢登場                                                                              | 江戸川乱歩                           | 真琴つばさ（歌手・女優）                         | |
| 2021年5月23日・30日          | 高名な依頼人                                                                          | コナン･ドイル                        | 野間口徹（俳優）                                 | |
| 2021年6月6日                 | 山鴫                                                                                  | 芥川龍之介                           | 前原滉（俳優）                                   | |
| 2021年6月13日                | 奇怪な再会                                                                            | 芥川龍之介                           | 前原滉（俳優）                                   | |
| 2021年6月20日・27日          | 虫めづる姫君                                                                          | 不明                                 | 惣田紗莉渚（SKE48・チームKII）                   | |
| 2021年7月4日                 | 銭形平次捕物控～金の茶釜                                                              | 野村胡堂                             | 岡本健一（俳優）                                 | |
| 2021年7月11日                | 銭形平次捕物控～形場の花嫁                                                            | 野村胡堂                             | 岡本健一（俳優）                                 | |
| 2021年7月18日・25日          | マクベス                                                                              | ウィリアム・シェイクスピア           | 紫吹淳（女優）                                   | |
| 2021年8月1日・8日            | 人間失格                                                                              | 太宰治                               | 立川談春（落語家）                               | |
| 2021年8月15日                | 夏の葬列                                                                              | 山川方夫                             | 坂井真紀（女優）                                 | |
| 2021年8月22日                | ベースボール･ハティ                                                                   | デイモン･ラニアン                    | 坂井真紀（女優）                                 | |
| 2021年8月29日・9月5日        | ロミオとジュリエット                                                                  | ウィリアム・シェイクスピア           | 中村米吉（歌舞伎俳優）                           | |
| 2021年9月12日                | ナイチンゲールとバラ                                                                  | オスカー・ワイルド                   | 浦井健治（俳優） 柏木広樹（チェリスト・演奏）    | 放送の翌週にyoutubeで収録風景を収めた動画を公式配信。                                                                       |
| 2021年9月19日                | いたずら                                                                              | チェーホフ                           | 浦井健治（俳優） 柏木広樹（チェリスト・演奏）    | 放送の翌週にyoutubeで収録風景を収めた動画を公式配信。                                                                       |
| 2021年9月26日                | 注文の多い料理店                                                                      | 宮沢賢治                             | 石井正則（俳優・タレント）                       | |
- 2011年11月6日、13日、20日、2012年10月21日、28日、2013年9月22日、10月27日、11月3日はナイター中継が延長となったため、放送を休止している。
- 2012年8月5日、TBSラジオではロンドンオリンピックの中継放送のため、放送時間を22時から22時30分に変更した。
- 2012年8月26日、TBSラジオではプロ野球中継のために、放送時間を22時から22時30分に変更した。
- 2012年12月16日は第46回衆議院議員総選挙の開票特番のため放送を休止。
- 2012年12月30日は日本レコード大賞の特番のため放送を休止。
- 2013年7月21日は第23回参議院議員通常選挙の開票特番のため放送を休止。
- 2014年12月14日は第47回衆議院議員総選挙の開票特番のため放送を休止。TBSラジオでは12月18日（木）19時30分-20時に放送枠を移動した。
- 2016年7月10日第24回参議院議員通常選挙の開票特番のため放送を休止し、TBSラジオでは7月21日（木）18時-18時30分に放送枠を移動した。[20]
- 2019年7月21日第25回参議院議員通常選挙の開票特番のため放送を休止し、TBSラジオでは7月26日（金）23時-23時30分に放送枠を移動した。

## エピソードほか
- 2012年4月から全国ネットでの放送となっているが、各ネット局においては聖教新聞提供枠として、同年3月まで放送されていた平日の帯番組『日本列島ほっと通信』の後番組扱いとなっている。
- 2014年1月8日放送の『大沢悠里のゆうゆうワイド』に中嶋朋子がゲスト出演した際、大沢悠里が中嶋とのトーク中に当番組に言及し、「TBSラジオの良心というものを感じる番組です」とコメントした。
- 雑誌「月刊ドラマ」(映人社)とのタイアップで「ラジオシアター～文学の扉　ラジオドラマ脚色大賞！」を不定期で開催していた。2014年の課題作品「よだかの星」の脚色台本を募集した時は117作品の応募があり、その中から入選の3作品を選定した（大賞は該当なし）。番組終了と共に「脚色大賞」の方も打ち切りとなった。
- 2015年3月8日より新コーナー『本のソムリエ』がスタート。書店の販売員やブックカフェの店員に電話を繋ぎ『本のソムリエ』によるお薦めの本を紹介している。放送は不定期。
- 中嶋の所属している砂岡事務所の若手俳優たちが公式サイト内のブログの記事を担当したり、時折サポート役としてラジオドラマに参加したりしており、中嶋の子息の西村成忠も番組末期に担当していた。